# ISS Rešetnjov
ISS Rešetnjov (rus.  Информационные спутниковые системы имени академика М. Ф. Решетнёва) je ruski proizvođač lansirnih vozila i svemirskih letjelica. prije svih satelita. Sjedište je u Željeznogorsku, zvanom Krasnojarsk-26, zatvorenom pogonu kod Krasnojarska.
Korijeni sežu u podružnicu Koroljevljeva OKB-1 uspotsavljen kao Tvornica 1001 u Krasnojarsku 4. lipnja 1959. godine. Zadaća je bila razviti sovjetski prvi komunikacijski satelit Molniju. Prosinca 1961. podružnica je unaprijeđena u neovisni OKB-10. Promijenila je ime u KBPM (Projektni ured primijenjene mehanike) 1965. godine. 1976. je godine opet promijenila ime u NPO PM (Научно-производственное объединение прикладной механики имени академика М. Ф. Решетнёва, Znanstveno proizvodno udruženje primijenjene mehanike imena akademika M. F. Rešetnjova). Cijelo to vrijeme ured je vodio akademik Mihail Fedorovič Rešetnjov. Ured se bavio razvitkom komunikacijskih i navigacijskih satelita, uz tek jedan istup u integriranje lansirnog vozila (Kosmos-1).

## Vanjske poveznice
- ISS Rešetnjov  Arhivirana inačica izvorne stranice od 5. studenoga 2011. (Wayback Machine) (rus.)